# Jak básníkům chutná život
Jak básníkům chutná život je česká komedie z roku 1987 a třetí díl básnické hexalogie režiséra Dušana Kleina na námět Ladislava Pecháčka. Hlavní role ztvárnili Pavel Kříž, Jana Hlaváčová, David Matásek, Eva Vejmělková a Míla Myslíková.

## Děj
Po úspěšném zakončení studia medicíny Štěpán Šafránek nastupuje jako lékař na interní oddělení okresní nemocnice, absolvent FAMU Kendy získává místo asistenta režie v Československé televizi a v rodném Hradišti natáčí se štábem seriál. Po problémech s primářkou je Štěpán přeložen na místo obvodního lékaře v Bezdíkově, kde potkává svou novou lásku – učitelku hudby Alenu Hubáčkovou, „Píšťalku“ (Eva Vejmělková, dabuje ji Zlata Adamovská). S ní v závěru filmu odjíždí za novou prací do severních Čech.
Ve třetím díle básnické hexalogie se znovu setkáváme se Štěpánovými spolužáky ze studia: černoch „Mireček“ přijíždí s delegací OSN ze Ženevy na návštěvu do Československa, Vendulka „utěšitelka“ pracuje jako úřednice na ministerstvu zdravotnictví. Ve filmu se objevují nové zajímavé postavy: bláznivá fanynka Karla Gotta a zdravotní sestra v Bezdíkově Tonička (Jana Hlaváčová), řidič sanitky Písařík (Pavel Zedníček) nebo svérázný malíř a otec Píšťalky (Rudolf Hrušínský).

## Obsazení
| Pavel Kříž           | MUDr. Štěpán Šafránek                                 |
| David Matásek        | asistent režie Kendy                                  |
| Eva Vejmělková       | učitelka Alena zvaná Píšťalka (mluví Zlata Adamovská) |
| Jana Hlaváčová       | zdravotní sestra Tonička                              |
| Rudolf Hrušínský     | malíř Hubáček, Alenin otec                            |
| Blažena Holišová     | průvodkyně Hubáčková, Alenina matka                   |
| Karel Roden          | MUDr. Jan Antoš                                       |
| Václav Svoboda       | MUDr. Václav Pastyřík                                 |
| Joseph Dielle        | MUDr. Numira Cassa Thombe zvaný Mireček               |
| Eva Jeníčková        | Vendulka, pracovnice ministerstva                     |
| Pavel Zedníček       | řidič sanitky Písařík                                 |
| Josef Somr           | profesor Ječmen                                       |
| Rostislav Kuba       | učitel Libor Hájek, Alenin snoubenec                  |
| Tomáš Töpfer         | MUDr. Milan Sahulák                                   |
| Věra Vlčková         | primářka zvaná Obočenka                               |
| Míla Myslíková       | švadlena Šafránková, Štěpánova matka                  |
| František Filipovský | důchodce Adolf Valerián                               |
| Josef Větrovec       | ředitel Obvodního ústavu národního zdraví             |
| Alice Chrtková       | herečka Iveta                                         |
| Kateřina Rajmontová  | MUDr. Tupá                                            |
| Alena Karešová       | vrchní sestra                                         |
| Barbora Štěpánová    | Bedřiška Hrdličková                                   |
| Zita Kabátová        | sousedka Zelená                                       |
| Jiří Hálek           | redaktor Hrdlička                                     |

## Tvůrci a štáb
- Režie: Dušan Klein
- Námět: Ladislav Pecháček, Dušan Klein
- Scénář (včetně technického): Ladislav Pecháček, Dušan Klein
- Dramaturg: Josef Šilhavý
- Kamera: Josef Vaniš
- Vedoucí výroby: Jiří Zika
- Hudba: Zdeněk Marat
- Nahrál: Filmový symfonický orchestr (řídil Štěpán Koníček)
- Architekt: Bohumil Nový
- Návrhář kostýmů: Dimitrij Kadrnožka
- Zvuk: Karel Jaroš
- Střih: Jiří Brožek

## Hodnocení
Filmový magazín Záběr oslovil šest filmových kritiků z různých českých a slovenských periodik a uveřejnil jejich hodnocení filmu s následujícím výsledkem:
| Jméno            | Působení v periodiku | Hodnocení       |
| ---------------- | -------------------- | --------------- |
| Stanislav Bensch | Záběr                | 3/5 hvězdiček   |
| Michal Bartůšek  | Kino                 | 3/5 hvězdiček   |
| Pavel Melounek   | Zemědělské noviny    | 2.5/5 hvězdiček |
| Věra Míšková     | Rudé právo           | 3.5/5 hvězdiček |
| Emília Kincelová | Práca                | 3/5 hvězdiček   |
| Eva Zaoralová    | Film a doba          | 3/5 hvězdiček   |